# Desiderio Scaglia
Desiderio Scaglia (Brescia, 1567 – Roma, 21 agosto 1639) è stato un cardinale e vescovo cattolico italiano.

## Biografia

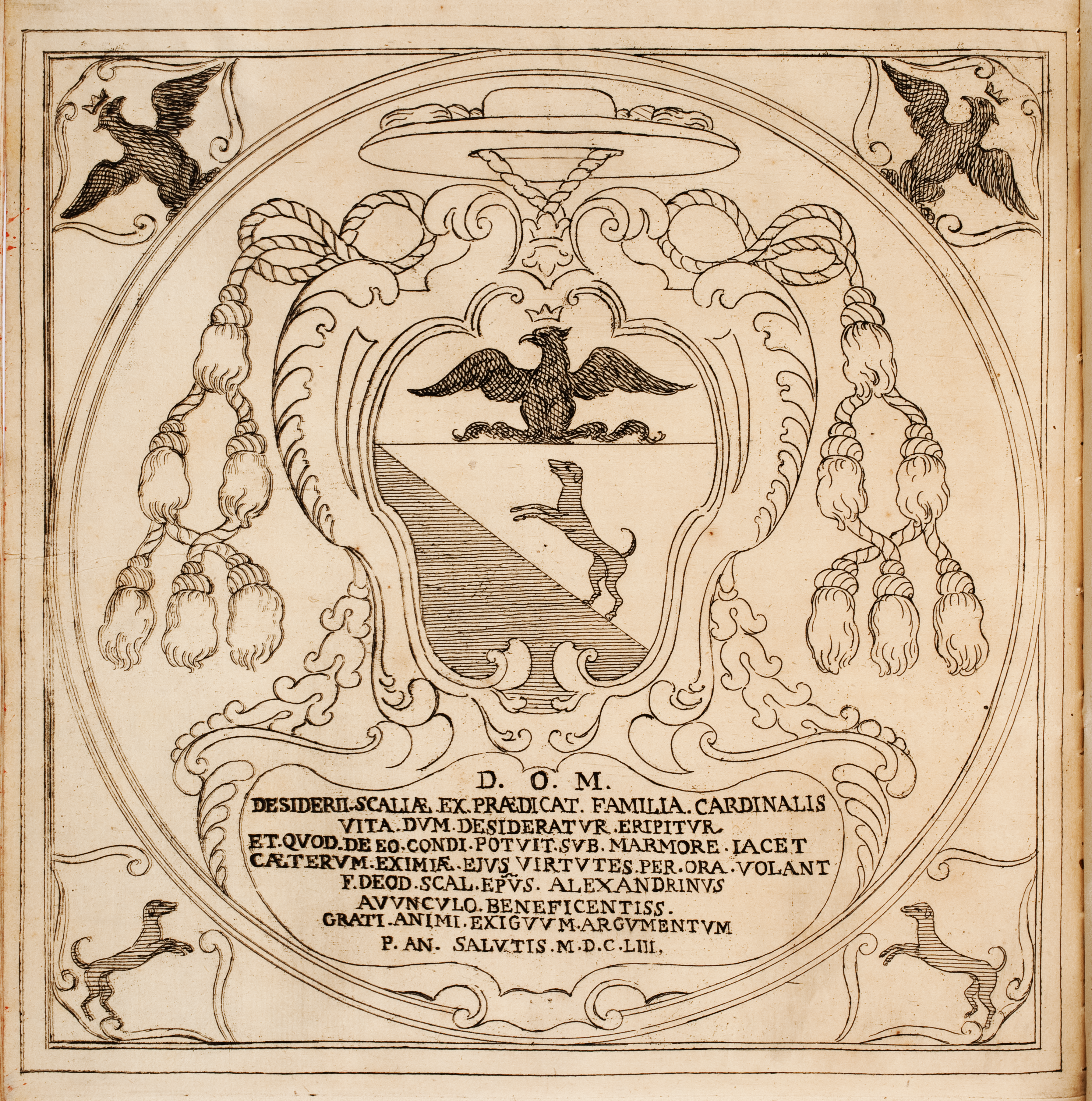
Targa commemorativa per Desiderio Scaglia eretta nel 1653 dal nipote Deodato Scaglia, vescovo di Alessandria.

Nacque da una famiglia originaria di Cremona, infatti il padre Giovanni Paolo e la moglie Maria dovettero lasciare Cremona per Brescia in seguito a una lite poco prima della nascita del figlio. Fu battezzato con il nome di Giovanni Battista nella chiesa di San Clemente il 26 settembre 1568. Aveva una sorella, di nome Innocenza, che gli avrebbe dato come nipote il futuro vescovo domenicano Deodato Scaglia.
Entrò nell'Ordine domenicano nel 1584, nel convento di San Domenico a Cremona. Emise i voti e prese il nome di Desiderio. Successivamente risiedette a Brescia fino al 1592. Completò gli studi allo Studio domenicano di Bologna dal 1595 al 1596, al termine dei quali fu docente di teologia a Cremona e in altre città della Lombardia. Acquisì una grande fama di teologo e fu nominato inquisitore nelle diocesi di Pavia, Cremona e Milano durante il pontificato di Clemente VIII.
Fu chiamato a Roma come commissario del Sant'Uffizio, si occupò di istruire processi e del controllo dei libri. Fu autore di un manuale per inquisitori in italiano, intitolato Prattica per procedere nelle cause del S. Offizio o Relatione copiosa di tutte le materie spettanti al tribunale del S. Officio, che restò manoscritto. Nel manuale illustrò alcuni metodi di interrogatorio sotto tortura, ma espose anche tesi moderate e innovazioni come la necessità di una prova materiale nei casi di stregoneria. Durante il suo incarico, affrontò i processi contro Tommaso Campanella, Marcantonio de Dominis, Cirillo Lucaris e Galileo Galilei.
Papa Paolo V lo elevò al rango di cardinale nel concistoro dell'11 gennaio 1621. Dopo aver partecipato al conclave del 1621, in cui fu eletto papa Gregorio XV, ricevette il titolo cardinalizio di San Clemente il 3 marzo dello stesso anno.
Due settimane dopo, il 17 marzo, fu eletto vescovo di Melfi e Rapolla. Fu consacrato a Santa Maria Maggiore il 16 maggio dello stesso anno dal cardinal Leni, co-consacranti Giovanni Luigi Pasolini, vescovo di Segni e Fabrizio Landriani, vescovo di Pavia.
Il 14 novembre 1622 fu traslato alla diocesi di Como. Partecipò al conclave del 1623, in cui fu eletto papa Urbano VIII,
Il 7 gennaio 1626 rinunciò alla sua diocesi e il 9 febbraio dello stesso anno optò per il titolo dei Santi XII Apostoli, che tenne fino al 6 ottobre 1627, quando optò per il titolo di San Carlo al Corso. Fu camerlengo del Sacro Collegio nel 1632.
Morì il 21 agosto 1639 e fu sepolto nella chiesa del suo ultimo titolo.
Fu un grande collezionista di opere d'arte e apprezzò la poesia sacra, ispirato da Giambattista Marino. Scrisse un idillio spirituale intitolato Affetto estatico alle Stigmati di san Francesco, che fu incluso nell'antologia di fra Silvestro da Poppi Sette canzoni di sette famosi autori in lode del Serafico Padre S. Francesco, stampata a Firenze nel 1606.

## Genealogia episcopale e successione apostolica
La genealogia episcopale è:
- Arcivescovo Filippo Archinto
- Papa Pio IV
- Cardinale Giovanni Antonio Serbelloni
- Cardinale Carlo Borromeo
- Cardinale Ottavio Paravicini
- Cardinale Giambattista Leni
- Cardinale Desiderio Scaglia, O.P.

La successione apostolica è:
- Vescovo Alessandro Carissimi (1622)
- Vescovo Lazzaro Carafino (1622)
- Arcivescovo Angelo Maria Cittadini, O.Cart. (1624)
- Vescovo Giovanni della Robbia (1624)
- Vescovo Giacinto Arnolfini, O.F.M.Obs. (1625)
- Vescovo Arcangelo Baldini, O.P. (1626)